# Cláudia Leitte
Cláudia Cristina Leite Inácio (São Gonçalo, 10 de juliol de 1980), més coneguda com a Cláudia Leitte, és una cantant brasilera d'axé, que fins a l'any 2008 va ser vocalista del grup musical Babado Novo.
És una de les cantants d'axé més populars de Brasil, que va guanyar el MTV Brasil's Video Music Brasil 2007, categoria en la que havia estat nominada com a millor cantant.

## Discografia
Àlbums d'estudi
- 2008: Claudia Leitte / Ao Vivo em Copacabana (Universal Music)
- 2010: As Máscaras (Sony Music)
- 2012: Nega Lora: Intimo (Som Livre)
- 2013: Exttravase! (Universal Music)
- 2014: Axemusic (Ao Vivo) (Som Livre)